# Paracheilinus amanda
Paracheilinus amanda là một loài cá biển thuộc chi Paracheilinus trong họ Cá bàng chài. Loài này được mô tả lần đầu tiên vào năm 2023.

## Từ nguyên
Từ định danh amanda được đặt theo tên của Amanda Hay, người quản lý bộ sưu tập ngư học tại Bảo tàng Úc (Sydney), nhằm vinh danh những đóng góp của cô trong nghiên cứu các loài cá ở Úc.

## Phân bố
P. amanda trước đây bị xác định nhầm với loài Paracheilinus rubricaudalis từ vùng Melanesia rộng hơn. Loài mới này có phân bố giới hạn ở các rạn Harrier (phía bắc rạn san hô Great Barrier), cùng Flora, Holmes và Osprey trên biển San Hô, xa hơn là phía nam Papua New Guinea, được tìm thấy ở độ sâu khoảng 20–50 m.

## Mô tả
Chiều dài chuẩn lớn nhất được ghi nhận ở P. amanda là khoảng 5 cm. Cá đực trưởng thành có một tia vây lưng vươn dài màu đỏ, gai vây lưng có màu vàng, phần sau có các đốm xanh óng. Thân có các sọc màu xanh óng, được phân loại kiểu B theo nghiên cứu của Allen và cộng sự (2006). 1/3 dưới của gốc vây hậu môn màu vàng tươi, còn lại có màu đỏ cam, ranh giới giữa hai màu không có đốm xanh. Vây đuôi bo tròn, có hai dải xanh đồng tâm (theo kiểu B). Cá cái màu cam đến nâu cam với các sọc trên thân theo kiểu B; vây lưng, vây hậu môn và vây đuôi trong suốt với các vệt đốm màu xanh lam.
Số gai vây lưng: 9; Số tia vây lưng: 11; Số gai vây hậu môn: 3; Số tia vây hậu môn: 9; Số tia vây ngực: 14; Số gai vây bụng: 1; Số tia vây bụng: 5.

## Phân loại
P. amanda hợp thành nhóm phức hợp loài với 4 loài Paracheilinus carpenteri, Paracheilinus flavianalis, Paracheilinus mccoskeri và P. rubricaudalis. với điểm chung là có sọc theo kiểu hình B, còn gọi là phức hợp P. mccoskeri.